# Різдво кота Боба
«Різдво кота Боба» — біографічна драма режисера Чарльза Мартіна Сміта 2020 року, продовження фільму «Вуличний кіт на ім'я Боб» (2016). Це була остання поява відомого кота на екрані — в червні 2020 року він помер.

## Стислий зміст
Джеймс пригадує останнє Різдво, яке вони з Бобом витратили на вуличне життя. І те, як Боб допомагав йому в один із найважчих часів — надаючи силу, дружбу та натхнення.

## У ролях
- Кіт Боб — самого себе
- Крістіна Тонтері-Янг — Беа
- Люк Тредевей — Джеймс Бовен
- Анна Вілсон-Джонс — Арабелла
- Ніна Вадія — Адіка
- Тім Плестер — Леон
- Стівен Маккоул — Марк
- Фалдут Шарма — Муді
- Дейзі Баджер — Бекі

## Оцінки критиків
Згідно з даними Rotten Tomatoes, фільм має 79% позитивних відгуків критиків на основі 19 рецензій із середньою оцінкою 6 бала з 10.